# Betonová hranice
Betonová hranice je název naučné stezky v Orlických horách věnované problematice československého opevnění budovaného proti nacistickému Německu před druhou světovou válkou. Naučná stezka se nachází na území Králické pevnostní oblasti.

## Základní informace
Trasa čtrnáctikilometrové okružní naučné stezky Betonová hranice prochází severozápadním okrajem masívu Bukovohorské hornatiny, což je nejjižněji položený geomorfologický podcelek Orlických hor. Počátečním a koncovým bodem stezky je centrum obce Mladkov, většina trasy vede po úbočích a vrcholovými partiemi hor Vysoký kámen a Bouda. Na trase je dvacet tři informačních tabulí věnovaných různým tématům výstavby účelu a osudů československého pohraničního opevnění. Jednotlivé tabule jsou tematicky vhodně umístěny u zajímavých objektů opevnění stojících u trasy. Kromě nich je trasa obohacena informačními tabulemi zřízenými dalšími subjekty informujícími např. o ochraně okolní přírody nebo součástech muzejních areálů. Malá část stezky v údolí Tiché Orlice vede územím přírodního parku Orlice, zbylá a podstatná část trasy územím přírodního parku Suchý vrch - Buková hora. Naučná stezka není vyznačena pomocí jednotného značení, ale využívá běžně značených turistických tras. Typická značka naučné stezky je užita pouze na cedulích směrovek.

## Historie

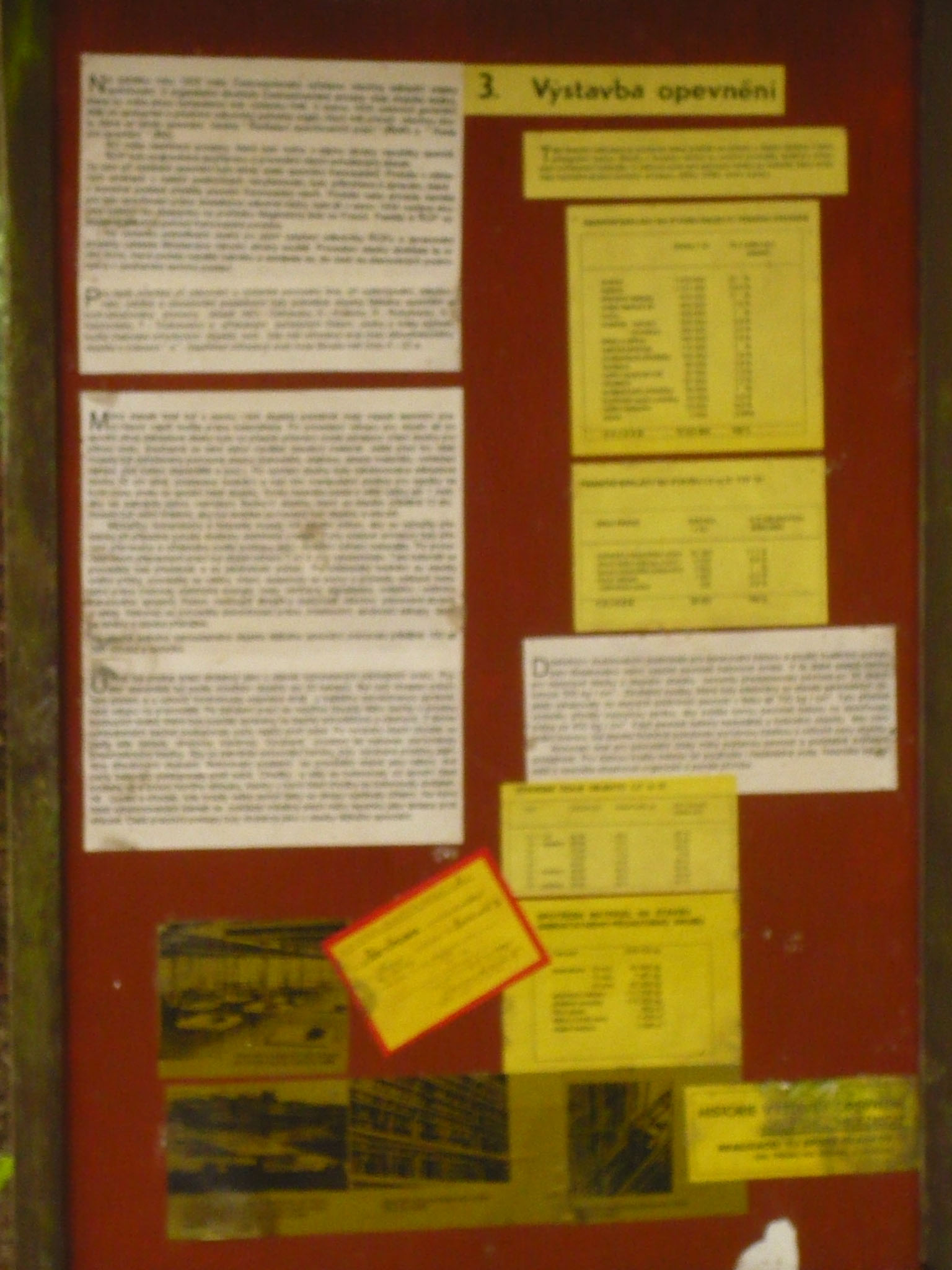
Informační tabule č. 3 z roku 1988

Původní asi dvanáctikilometrová trasa naučné stezky Betonová hranice vybavená třinácti tabulemi byla předána do užívání veřejnosti již v roce 1988. Byla prvním počinem v oblasti popularizace problematiky československého opevnění na Králicku. U jejího zrodu stáli Dobroslav Mareček, Emil Trojan a Miroslav Kaška. Největším nedostatkem trasy byl fakt, že míjela v roce 1990 muzejně zpřístupněnou dělostřeleckou tvrz Bouda. Navíc po čtyřiadvaceti letech existence již tabule nebyly v nejlepším stavu a díky posunu v poznání dané problematiky byly některé informace již zastaralé. Veškeré nedostatky byly odstraněny při přetrasování a rekonstrukci provedené v roce 2012 díky spolupráci dotčených obcí, muzeí, Klubu českých turistů a lesních společností. V jejím rámci došlo k prodloužení asi o tři kilometry, zvýšení počtu tabulí (včetně propagačních v turistických lokalitách mimo vlastní trasu), k navazujícím lokálním přeložkám některých běžných turistický tras a k vyznačení nové modře značené přívodné trasy z Lichkova sloužící zároveň k napojení Vojenského muzea Lichkov k celému systému. Autorem odborných materiálů pro nové tabule je početný tým pod vedením Martina Ráboně a Milana Bluma. Na trase stezky se nacházejí i tabule věnované ochraně okolní přírody nezávisle instalované zainteresovanými subjekty. V dalších letech došlo k instalaci nových tabulí na přístupových trasách ke stezce např. ze Suchého vrchu nebo Těchonína. Každoročně při výročí mobilizace 1938 je muzei na její trase pořádán Pochod po Betonové hranici.
V červenci 2015 byly lesy v místech vedení trasy okruhu vážně poničeny vichřicí, a proto do nich byl vydán zákaz vstupu, jelikož nalomené a povalené stromy ohrožují kolemjdoucí. Tím byl až do konce září 2015 okruh oficiálně vyřazen z provozu. Pochod po Betonové hranici se 26. 9. 2015 již uskutečnil.

## Vedení trasy

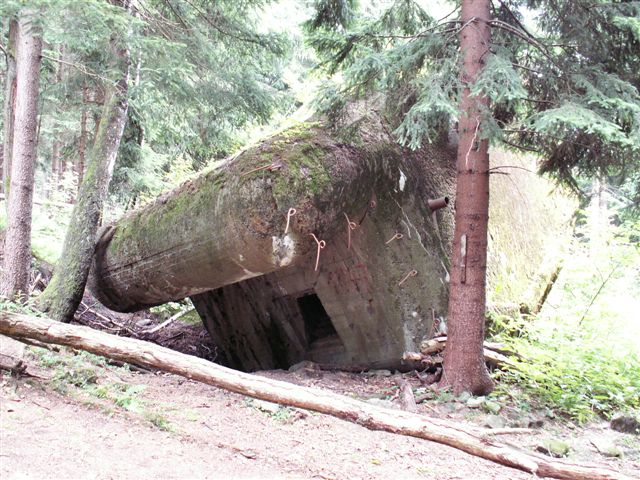
Převrácený řopík v areálu Muzea Vysoký kámen

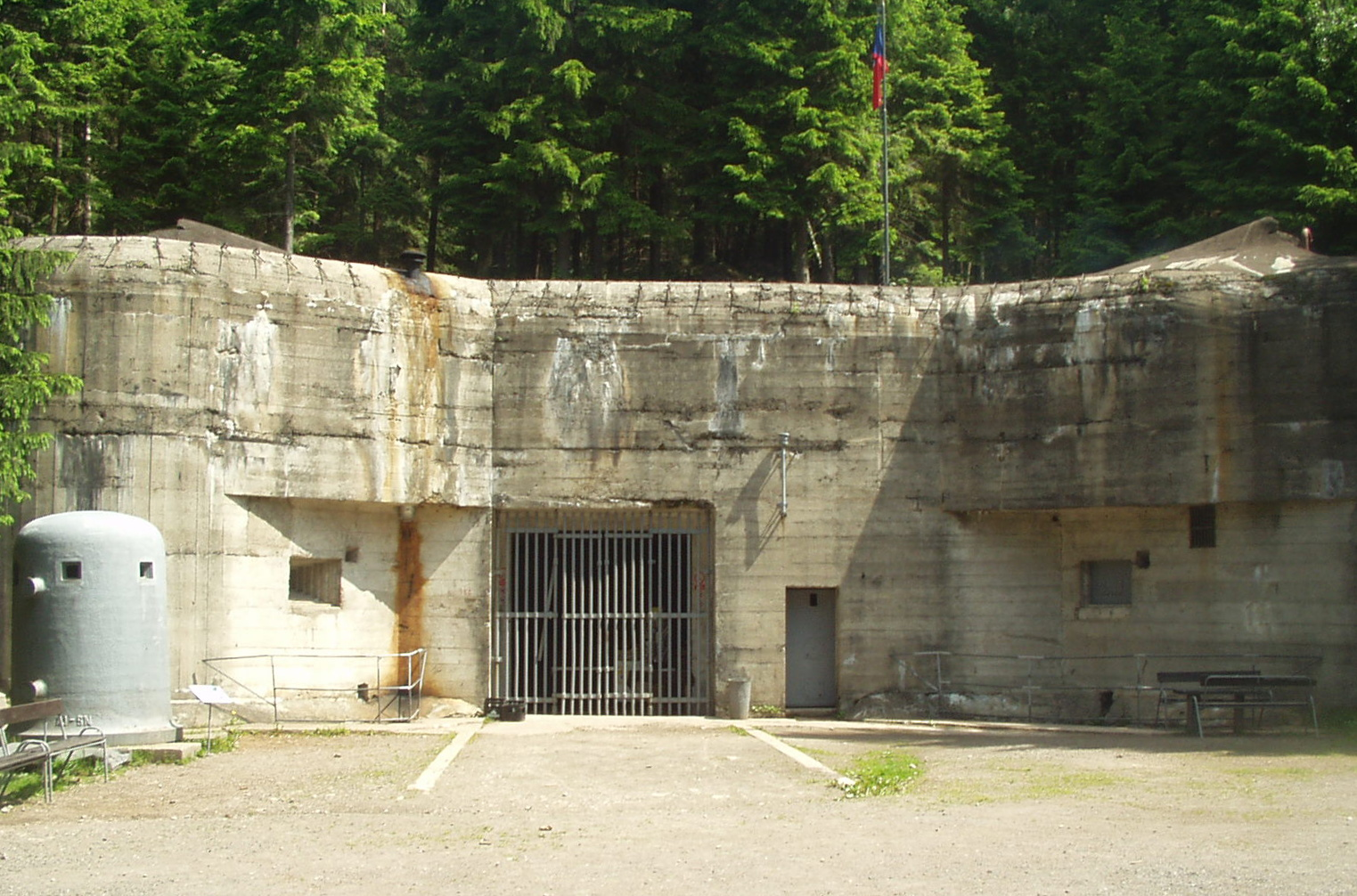
Vchodový objekt dělostřelecké tvrze Bouda

Počáteční a koncový bod okruhu se nachází v centru obce Mladkov. V první polovině převažuje jihovýchodní směr a trasa využívána červeně značenou Jiráskovu cestu. Vede kolem mladkovské železniční zastávky ležící na železniční trati Ústí nad Orlicí – Międzylesie a radioaktivního pramene knížete Rostislava. Stoupá severozápadním svahem k vrcholu Vysokého kamene a následně klesá do mělkého sedla, kde se nachází areál pevnostního Muzea Vysoký kámen. Poté pokračuje ke vchodovému objektu dělostřelecké tvrze Bouda, která je rovněž muzejně provozovaná. Zde naučná stezka opouští Jiráskovu cestu a přechází do souběhu se zeleně značenou trasou 4298. Společně s ní vystoupá na vrchol hory Bouda a prochází celým povrchovým areálem tvrze. V tomto prostoru je informační hodnota naučné stezky obohacena četnými tabulemi zřízených vlastním muzeem. Po opuštění areálu trasa klesne do severovýchodního svahu hory a přejde do souběhu se žlutě značenou trasou 7321. Tato trasa je pozůstatkem původního jednotně značeného okruhu naučné stezky, z něhož ovšem po přeznačení v roce 2012 užívá již jen fragment. Naučná stezka zde nabírá převážně severozápadní směr a postupně se severovýchodním a posléze severozápadním úbočím Vysokého kamene vrací zpět do Mladkova. Vede kolem četných objektů lehkého i těžkého opevnění, přes místo dalekého výhledu na Mladkovskou vrchovinu, kolem Bergmanova kříže na Mlýnském vrchu a příhradového železničního mostu přes Tichou Orlici ze třicátých let dvacátého století.

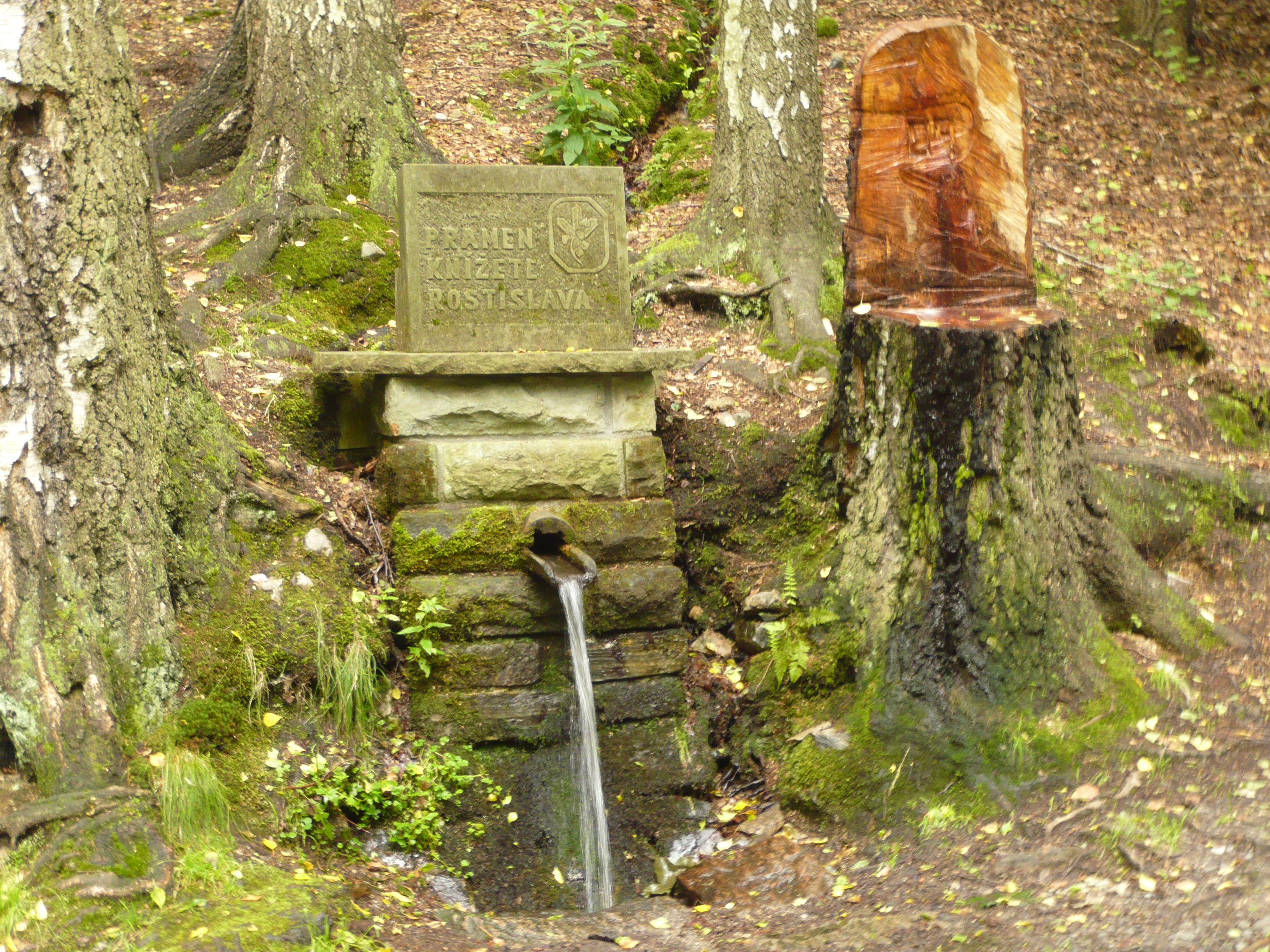
Radioaktivní pramen knížete Rostislava